# Roupie srilankaise
Pour les articles homonymes, voir Roupie.
La roupie srilankaise (en singhalais : රුපියල ; en tamoul : ரூபாய் ; symbole : ₨ ; code ISO 4217 : LKR) est la monnaie du Sri Lanka, divisée en 100 cents. 
L'émission de la monnaie est contrôlée par la Banque centrale du Sri Lanka. Le symbole le plus couramment utilisé pour la roupie srilankaise est ₨ (parfois SL₨ pour éviter toute ambiguïté).

## Historique
La livre sterling est devenue la monnaie de change officielle du pays en 1825, remplaçant le rixdollar de Ceylan, à un taux de 1 £ = 13⅓ rixdollars. Des bons du trésor libellés en livres ont été émis en 1827, remplaçant les précédents bons en rixdollars. Les bons en rixdollars qui n'ont pas été présentés à l'échange ont été démonétisés en juin 1831.
La roupie indienne est devenue monnaie officielle de Ceylan le 26 septembre 1836, le pays revenant alors dans la zone de monnaie indienne. Des bons du trésor libellés en livres ont continué de circuler après 1836, côte à côte avec la roupie. La monnaie légale est restée l'argent britannique et les comptes ont été tenus en livres, shillings et pence. Toutefois, les paiements étaient effectués en roupies et annas au « pair fictif » (taux comptable fixe) de 2 shillings par roupie (soit 1 livre = 10 roupies).
La Banque de Ceylan a été la première banque privée à émettre des billets sur l'île en 1844 et les bons du trésor ont été retirés de la circulation en 1856.
La roupie indienne a été formellement établie en tant que cours légal le 18 juin 1869. La roupie a été décimalisée le 23 août 1871. 
Remplaçant la roupie indienne, la roupie de Ceylan de 100 cents devint ensuite la monnaie de change de Ceylan et seule monnaie ayant cours légal à compter du 1er janvier 1872, remplaçant la devise britannique à un taux de 1 roupie = 2 shilling 3 pence.

## Pièces de monnaie
En 1872, des pièces en cuivre de ¼, ½, 1 et 5 cents datées de 1870 ont été produites, suivies en 1892 par des pièces d'argent de 10, 25 et 50 cents. La production de la pièce de ¼ de cent a cessé en 1904. La grande pièce de cuivre de 5 cents a été remplacée en 1909 par une pièce beaucoup plus petite de cupro-nickel, de forme carrée avec des coins arrondis. En 1919, la finesse de l'argent utilisé a été réduit de 0,800 à 0,550.
Entre 1940 et 1944, un changement radical dans la production de monnaie a été réalisé. La production de la pièce de ½ cent a cessé en 1940, et la pièce de bronze de 1 cent a été introduite en 1942. Le nickel-cuivre a remplacé le cupro-nickel dans les pièces de 5 cents durant la même année et a remplacé l'argent dans les pièces de 25 et 50 cents en 1943. En 1944, des pièces festonnée en nickel-cuivre de 2 et 10 cents ont été introduites.
En 1963, une nouvelle série de pièces a été introduite omettant le portrait des monarques. Les pièces émises étaient en aluminium de 1 et 2 cents, en laiton nickelé de 5 et 10 cents et en cupro-nickel de 25 et 50 cents et 1 roupie. En 1978, l'aluminium a remplacé le nickel-cuivre dans les 5 et 10 cents. La pièce de cupro-nickel de 2 roupies et celle d'aluminium-bronze de 5 roupies ont été introduites en 1984.
L'avers des pièces émises depuis 1963 portent les armoiries du Sri Lanka. Le revers des pièces porte la valeur en chiffres et en dessous en cinghalais en tamoul et en anglais ainsi que l'année d'émission au bas de la pièce avec la mention « SRI LANKA » en cinghalais sur en haut de la pièce. Le 14 décembre 2005, la banque centrale du Sri Lanka a émis une nouvelle série de pièces de monnaie de 25 et 50 cents et 1, 2 et 5 roupies. Les petites pièces de 1, 2, 5 et 10 cents, bien que légales, ne sont en général pas vues en circulation et ne sont pas émises par les banques.
L'avers et le revers des nouvelles pièces de monnaie sont restés identiques à ceux des pièces existantes en circulation de même valeur. Cependant, leur poids et les alliages ont été modifiés à des fins d'identification facile.
Le 5 avril 2010 le Sri Lanka a remplacé le billet de 10 roupies par une pièce de monnaie.
| Pièces de monnaie actuelles du Sri Lanka | Pièces de monnaie actuelles du Sri Lanka | Pièces de monnaie actuelles du Sri Lanka | Pièces de monnaie actuelles du Sri Lanka | Pièces de monnaie actuelles du Sri Lanka | Pièces de monnaie actuelles du Sri Lanka | Pièces de monnaie actuelles du Sri Lanka | Pièces de monnaie actuelles du Sri Lanka | Pièces de monnaie actuelles du Sri Lanka | Pièces de monnaie actuelles du Sri Lanka |
| Image                                    | Valeur                                   | Face                                     | Revers                                   | Métal                                    | Dimensions                               | Poids                                    | Epaisseur                                | Année                                    |                                          |
| ---------------------------------------- | ---------------------------------------- | ---------------------------------------- | ---------------------------------------- | ---------------------------------------- | ---------------------------------------- | ---------------------------------------- | ---------------------------------------- | ---------------------------------------- | ---------------------------------------- |
|                                          | 25 cents                                 | Nom du pays, date et valeur              | Amoirires                                | Acier plaqué cuivre                      | 16,0 mm                                  | 1,68 g                                   | 1,2 mm                                   | 2005                                     |                                          |
|                                          | 50 cents                                 | Nom du pays, date et valeur              | Amoirires                                | Acier plaqué cuivre                      | 18,0 mm                                  | 2,5 g                                    | 1,4 mm                                   | 2005                                     |                                          |
|                                          | Une rupee                                | Nom du pays, date et valeur              | Amoirires                                | Laiton plaqué acier                      | 20,0 mm                                  | 3,65 g                                   | 1,7 mm                                   | 2005                                     |                                          |
|                                          | Deux roupies                             | Nom du pays, date et valeur              | Amoirires                                | Acier plaqué nickel                      | 28,5 mm                                  | 7,0 g                                    | 1,5 mm                                   | 2005                                     |                                          |
|                                          | Cinq roupies                             | Nom du pays, date et valeur              | Amoirires                                | Laiton plaqué acier                      | 23,5 mm                                  | 7,7 g                                    | 2,7 mm                                   | 2005                                     |                                          |
|                                          | Dix roupies                              | Nom du pays, date et valeur              | Amoirires                                | Acier plaqué nickel                      | 26,4 mm (Hendécagone)                    | 8,36 g                                   | 2,1 mm                                   | 2009                                     |                                          |

### Pièces commémoratives
La Banque centrale du Sri Lanka émet des pièces commémoratives depuis 1957. Le 15 décembre 2010, pour marquer le 60e anniversaire, la Banque centrale du Sri Lanka a édité une pièce de monnaie commémorative dépolie en argent de plusieurs couleurs, d'une valeur de 5 000 roupies. Cette pièce a été la première pièce multi-couleur émise par la Banque centrale.
| Pièces commémoratives du Sri Lanka | Pièces commémoratives du Sri Lanka | Pièces commémoratives du Sri Lanka                                                | Pièces commémoratives du Sri Lanka | Pièces commémoratives du Sri Lanka                                             | Pièces commémoratives du Sri Lanka          | Pièces commémoratives du Sri Lanka                   | Pièces commémoratives du Sri Lanka | Pièces commémoratives du Sri Lanka |
| Image                              | Valeur (en roupies)                | Description                                                                       | Face                               | Revers                                                                         | Diamètre / Taille mm                        | Métal                                                | Poids (grammes)                    | Année                              |
| ---------------------------------- | ---------------------------------- | --------------------------------------------------------------------------------- | ---------------------------------- | ------------------------------------------------------------------------------ | ------------------------------------------- | ---------------------------------------------------- | ---------------------------------- | ---------------------------------- |
|                                    | 5                                  | 2500e anniversaire de la disparition du Bouddha (Bouddha Jayanti)                 |                                    |                                                                                | 38.61                                       | Argent (0,925)                                       | 28.28                              | 1957                               |
|                                    | 1                                  | 2500e anniversaire de la disparition du Bouddha (Bouddha Jayanti)                 |                                    |                                                                                | 28.50                                       | Cuivre Nickel                                        | 11.31                              | 1957                               |
|                                    | 2                                  | 2e Congrès mondial de l'alimentation                                              |                                    |                                                                                | 31.50                                       | Cuivre Nickel                                        | 12.35                              | 1968                               |
|                                    | 5                                  | 5e Conférence du Sommet des pays non-alignés                                      |                                    |                                                                                | 32.84                                       | Nickel                                               | 13.60                              | 1976                               |
|                                    | 2                                  | 5e Conférence du Sommet des pays non-alignés                                      |                                    |                                                                                | 30.00                                       | Cuivre Nickel                                        | 13.50                              | 1976                               |
|                                    | 1                                  | Première présidence exécutive (Jayawardhane JR)                                   |                                    |                                                                                | 24.50                                       | Cuivre Nickel                                        | 7.13                               | 1978                               |
|                                    | 1                                  | Première présidence exécutive (Jayawardhane JR)                                   |                                    |                                                                                | 24.50                                       | Or 22 carats                                         | 12.00                              | 1978                               |
|                                    | 5                                  | 50 ans de suffrage universel                                                      |                                    |                                                                                | 29.0 / 30.28                                | Cuivre Nickel                                        | 9.60                               | 1981                               |
|                                    | 2                                  | Le schéma de développement Mahaweli                                               |                                    |                                                                                | 28.50                                       | Cuivre Nickel                                        | 8.25                               | 1981                               |
|                                    | 5                                  | Année internationale du logement des sans-abri                                    |                                    |                                                                                | 25,0 à 30,0                                 | Cuivre Nickel                                        | 11.70                              | 1987                               |
|                                    | 500                                | 40e anniversaire de la Banque centrale du Sri Lanka                               |                                    |                                                                                | 38.61                                       | Argent                                               | 28.28                              | 1990                               |
|                                    | 100                                | 5e Jeux de la Fédération Sud-Asiatique - Colombo                                  |                                    |                                                                                | 22,0 à 29,4                                 | Argent                                               | 10.20                              | 1991                               |
|                                    | 500                                | 5e Jeux de la Fédération Sud-Asiatique - Colombo                                  |                                    |                                                                                | 14                                          | Or 12 carats                                         | 1.6                                | 1991                               |
|                                    | 1                                  | 3e anniversaire de l'induction de la présidence exécutive - R. Premadasa          |                                    |                                                                                | 25.40                                       | Cuivre Nickel                                        | 7.13                               | 1992                               |
|                                    | 500                                | 2300 Anubudu Mihindu Jayanthi                                                     |                                    |                                                                                | 38.61                                       | Argent                                               | 28.28                              | 1993                               |
|                                    | 5                                  | 50e anniversaire des Nations unies                                                |                                    |                                                                                | 23.50                                       | Ni / Br                                              | 9.50                               | 1995                               |
|                                    | 5000                               | 50e anniversaire de la reconquête de l'indépendance du Sri Lanka                  |                                    |                                                                                | 22.05                                       | Or 22 carats                                         | 7.98                               | 1998                               |
|                                    | 1000                               | 50e anniversaire de la reconquête de l'indépendance du Sri Lanka                  |                                    |                                                                                | 38.61                                       | Argent                                               | 28.28                              | 1998                               |
|                                    | 10                                 | 50e anniversaire de la reconquête de l'indépendance du Sri Lanka                  |                                    |                                                                                | L'anneau extérieur 27,0 18,0 disque interne | Bi Metal bague extérieure Cu / Ni Inner dics Ni / Br | 9.00                               | 1998                               |
|                                    | 1000                               | Victoire de la Coupe du monde de cricket 1996                                     |                                    |                                                                                | 38.61                                       | Argent                                               | 19                                 |                                    |
|                                    | 5                                  | Victoire de la Coupe du monde de cricket 1996                                     |                                    |                                                                                | 23.50                                       | Ni / Br                                              | 9.50                               | 19                                 |
|                                    | 1                                  | 50e anniversaire de l'Armée du Sri Lanka                                          |                                    |                                                                                | 25.40                                       | Acier nickelé                                        | 7.13                               | 19                                 |
|                                    | 1000                               | 50e anniversaire de la Banque centrale du Sri Lanka                               |                                    |                                                                                | 38.61                                       | Argent                                               | 28.28                              | 2000                               |
|                                    | 1000                               | 50e anniversaire de la reconquête de l'indépendance du Sri Lanka                  |                                    |                                                                                | 38.61                                       | Argent                                               | 1998                               |                                    |
|                                    | 1                                  | 50e anniversaire de la marine du Sri Lanka                                        |                                    |                                                                                | 25.40                                       | Cu-Ni                                                | 7.13                               | 2000                               |
|                                    | 1                                  | 50e anniversaire de la Sri Lanka Air Force                                        |                                    |                                                                                | 25.40                                       | Cu / Ni                                              | 7.13                               | 2000                               |
|                                    | 2                                  | 50e anniversaire du Plan de Colombo                                               |                                    |                                                                                | 28.50                                       | Cu / Ni                                              | 8.25                               | 2000                               |
|                                    | 5                                  | 250e Anniversaire du Syamopasampadawa (Weliwita Sri Saranankara Sangaraja Mahimi) |                                    |                                                                                | 23.50                                       | Ni / Br                                              | 9.50                               | 2003                               |
|                                    | 1500                               | 2550e anniversaire de la disparition du Bouddha                                   |                                    |                                                                                | 38.61                                       | Argent (0,925)                                       | 28.28                              | 2006                               |
|                                    | 2000                               | 2550e anniversaire de la disparition du Bouddha                                   |                                    |                                                                                | 38.61                                       | Argent (or sélectif plaqué)                          | 28.28                              | 2006                               |
|                                    | 5                                  | 2550e anniversaire de la disparition du Bouddha                                   |                                    |                                                                                | 23.50                                       | Br acier plaqué                                      | 9.50                               | 2006                               |
|                                    | 1000                               | Coupe du monde de cricket 2007 (Finaliste)                                        |                                    |                                                                                | 32                                          | Ni acier plaqué                                      | 12                                 | 2007                               |
|                                    | 5                                  | Coupe du monde de cricket 2007 (Finaliste)                                        |                                    |                                                                                | 28.50                                       | Laiton plaqué acier                                  | 7.00                               | 2007                               |
|                                    | 1000                               | 50e anniversaire du Fonds de prévoyance des employés                              |                                    |                                                                                | 28.50                                       | Acier nickelé (Brillant non distribuée)              | 7.00                               | 2008                               |
|                                    | 2                                  | 50e anniversaire du Fonds de prévoyance des employés                              |                                    |                                                                                | 28.50                                       | Acier nickelé                                        | 7.00                               | 2008                               |
|                                    | 200                                | douanes du Sri Lank                                                               |                                    |                                                                                |                                             | Argent                                               | 10.50                              | 2008                               |
|                                    | 1000                               | 60e anniversaire de l'armée sri-lankaise                                          |                                    |                                                                                | 28.50                                       | Argent                                               | 11.90                              | 2009                               |
|                                    | 1000                               | 60e anniversaire de l'armée sri-lankaise                                          |                                    |                                                                                | 28.50                                       | Cu-Ni                                                | 8.25                               | 2009                               |
|                                    | 5000                               | 60e anniversaire de la Banque centrale du Sri Lanka                               | Crest Banque centrale              | Un arbre représentant la croissance et la stabilité de l'économie du Sri Lanka | 38.61                                       | Argent                                               | 28.28                              | 2010                               |

## Billets de banque
Les portraits des anciens Premiers ministres sri-lankais et le président Mahinda Rajapakse marquent le recto des billets de banque sri-lankais, tandis que le verso représente la faune et la flore du Sri Lanka, les paysages du pays et les industries, et des représentations de la culture, l'histoire et les grandes réalisations du Sri Lanka.
En 1895, le gouvernement de Ceylan a présenté son premier papier-monnaie sous forme de billets de 5 roupies. Ces billets ont été suivis par des billets de 10 roupies en 1894, 1 000 roupies en 1899, 50 roupies en 1914, 1 et 2 roupies en 1917 et 100 et 500 roupies en 1926. En 1942, une production d'urgence pour 5, 10, 25 et 50 cents a été effectuée jusqu'en 1949.
En 1951, la Banque centrale de Ceylan a repris l'émission du papier-monnaie avec l'introduction de billets de 1 et 10 roupies. Elles ont été suivies en 1952 par les billets de 2, 5, 50 et 100 roupies. Les billets de 1 roupie ont été remplacés par des pièces de monnaie en 1963.
À partir de 1977, les billets ont été émis par la Banque centrale du Sri Lanka. Les billets de 20 roupies ont été introduits en 1979, suivi par ceux de 500 et 1 000 roupies en 1981, 200 roupies en 1998 et 2 000 roupies en 2006. Les billets de banque du Sri Lanka sont inhabituels en cela qu'ils sont imprimés verticalement au revers. Le billet de 200 roupies est imprimé sur un substrat polymère. Les billets sont imprimés par la De la Rue Lanka Currency and Securities Print (Pvt) Ltd, une coentreprise du gouvernement du Sri Lanka et De La Rue, une société d'impression au Royaume-Uni.

### La série actuelle
La Série du Patrimoine a vu de nombreuses révisions tout au long de son existence depuis 1991. La révision de 1995 avait une image latente au centre bas de la face revers. La révision de 2001 a ajouté une bande métallique plus large aux billets de 500 et 1 000 roupies.
| Série actuelle en circulation | Série actuelle en circulation | Série actuelle en circulation | Série actuelle en circulation | Série actuelle en circulation | Série actuelle en circulation | Série actuelle en circulation |
| Face                          | Revers                        | Valeur                        | Dimensions                    | Couleur                       | Date d'impression | Date d'émission               |
| ----------------------------- | ----------------------------- | ----------------------------- | ----------------------------- | ----------------------------- | --- | ----------------------------- |
|                               |                               | 10 roupies ‡                  |                               | Vert                          | 1er janvier 1991 1er juillet 1992 19 août 1994 12 novembre 1995 12 décembre 2001 10 avril 2004 19 novembre 2005                    |                               |
|                               |                               | 20 roupies                    | 128 × 63 mm                   | Mauve                         | 1er janvier 1991 1er juillet 1992 19 août 1994 12 novembre 1995 12 décembre 2001 10 avril 2004 19 novembre 2005                    |                               |
|                               |                               | 50 roupies                    |                               | Bleu                          | 1er janvier 1991 1er juillet 1992 19 août 1994 12 novembre 1995 12 décembre 2001 10 avril 2004 19 novembre 2005                    |                               |
|                               |                               | 100 roupies                   | 143 × 71 mm                   | Orange                        | Comme ci-dessus, sans la révision de 1994                                                                                          |                               |
|                               |                               | 500 roupies                   |                               | Orange clair et violet        | Comme ci-dessus, sans la révision de 1994                                                                                          |                               |
|                               |                               | 1 000 roupies                 | 158 × 79 mm                   | Vert clair                    | 1er janvier 1991 1er juillet 1992 15 novembre 1995 12 décembre 2001 10 avril 2004 1er juillet 2004 19 novembre 2005 3 juillet 2006 |                               |
|                               |                               | 2 000 roupies                 |                               | Orange                        | 12 novembre 2010 | 17 octobre 2006               |
|                               |                               | 5 000 roupies                 |                               | Vert                          | |                               |

‡ Le 5 avril 2010, le Sri Lanka a remplacé le billet de 10 roupies avec une pièce de monnaie.

### Les séries précédentes
| Série du Roi George VI | Série du Roi George VI | Série du Roi George VI | Série du Roi George VI | Série du Roi George VI | Série du Roi George VI | Série du Roi George VI | Série du Roi George VI | Série du Roi George VI | Série du Roi George VI |
| Image                  | Image                  | Valeur                 | Dimensions             | Couleur                | Face                   | Revers                 | Date d'impression      | Date d'émission        | Filigrane              |
| ---------------------- | ---------------------- | ---------------------- | ---------------------- | ---------------------- | ---------------------- | ---------------------- | ---------------------- | ---------------------- | ---------------------- |
|                        |                        | Une roupie             |                        |                        |                        |                        |                        | 1951                   |                        |
|                        |                        | 10 roupies             |                        |                        |                        |                        |                        | 1951                   |                        |

| Série de Reine Elizabeth II | Série de Reine Elizabeth II | Série de Reine Elizabeth II | Série de Reine Elizabeth II | Série de Reine Elizabeth II | Série de Reine Elizabeth II | Série de Reine Elizabeth II | Série de Reine Elizabeth II | Série de Reine Elizabeth II | Série de Reine Elizabeth II |
| Image                       | Image                       | Valeur                      | Dimensions                  | Couleur                     | Face                        | Revers                      | Date d'impression           | Date d'émission             | Filigrane                   |
| --------------------------- | --------------------------- | --------------------------- | --------------------------- | --------------------------- | --------------------------- | --------------------------- | --------------------------- | --------------------------- | --------------------------- |
|                             |                             | Une roupie                  |                             | Bleu clair                  |                             |                             |                             | 1952                        |                             |
|                             |                             | 2 roupies                   |                             |                             |                             |                             |                             | 1952                        |                             |
|                             |                             | 5 Roupies                   |                             |                             |                             |                             |                             | 1952                        |                             |
|                             |                             | 10 roupies                  |                             |                             |                             |                             |                             | 1952                        |                             |
|                             |                             | 50 Rupees                   |                             |                             |                             |                             |                             | 1952                        |                             |
|                             |                             | 100 roupies                 |                             |                             |                             |                             |                             | 1952                        |                             |

| Série des armoiries de Ceylan | Série des armoiries de Ceylan | Série des armoiries de Ceylan | Série des armoiries de Ceylan | Série des armoiries de Ceylan | Série des armoiries de Ceylan | Série des armoiries de Ceylan | Série des armoiries de Ceylan | Série des armoiries de Ceylan | Série des armoiries de Ceylan |
| Image                         | Image                         | Valeur                        | Dimensions                    | Couleur                       | Face                          | Revers                        | Date d'impression             | Date d'émission               | Filigrane                     |
| ----------------------------- | ----------------------------- | ----------------------------- | ----------------------------- | ----------------------------- | ----------------------------- | ----------------------------- | ----------------------------- | ----------------------------- | ----------------------------- |
|                               |                               | Une roupie                    |                               | Bleu ciel                     |                               |                               | 5 juin 1963                   | 1956                          |                               |
|                               |                               | 2 roupies                     |                               |                               |                               |                               |                               | 1956                          |                               |
|                               |                               | 5 roupies                     |                               |                               |                               |                               |                               | 1956                          |                               |
|                               |                               | 10 roupies                    |                               |                               |                               |                               |                               | 1956                          |                               |
|                               |                               | 50 roupies                    |                               |                               |                               |                               |                               | 1956                          |                               |
|                               |                               | 100 roupies                   |                               |                               |                               |                               |                               | 1956                          |                               |

| Série du portrait du S.W.R.D. Bandaranayake | Série du portrait du S.W.R.D. Bandaranayake | Série du portrait du S.W.R.D. Bandaranayake | Série du portrait du S.W.R.D. Bandaranayake | Série du portrait du S.W.R.D. Bandaranayake | Série du portrait du S.W.R.D. Bandaranayake | Série du portrait du S.W.R.D. Bandaranayake | Série du portrait du S.W.R.D. Bandaranayake | Série du portrait du S.W.R.D. Bandaranayake | Série du portrait du S.W.R.D. Bandaranayake |
| Image                                       | Image                                       | Valeur                                      | Dimensions                                  | Couleur                                     | Face                                        | Revers                                      | Date d'impression                           | Date d'émission                             | Filigrane                                   |
| ------------------------------------------- | ------------------------------------------- | ------------------------------------------- | ------------------------------------------- | ------------------------------------------- | ------------------------------------------- | ------------------------------------------- | ------------------------------------------- | ------------------------------------------- | ------------------------------------------- |
|                                             |                                             | 2 roupies                                   |                                             |                                             |                                             |                                             |                                             | 1962                                        |                                             |
|                                             |                                             | 5 roupies                                   |                                             |                                             |                                             |                                             |                                             | 1962                                        |                                             |
|                                             |                                             | 10 roupies                                  |                                             |                                             |                                             |                                             |                                             | 1962                                        |                                             |
|                                             |                                             | 50 roupies                                  |                                             | Pourpre, Vert clair                         |                                             |                                             | 1974                                        | 1962                                        |                                             |
|                                             |                                             | 100 roupies                                 |                                             |                                             |                                             |                                             |                                             | 1962                                        |                                             |

| Vignette de Parakramabahu, la série des Grands | Vignette de Parakramabahu, la série des Grands | Vignette de Parakramabahu, la série des Grands | Vignette de Parakramabahu, la série des Grands | Vignette de Parakramabahu, la série des Grands | Vignette de Parakramabahu, la série des Grands | Vignette de Parakramabahu, la série des Grands | Vignette de Parakramabahu, la série des Grands | Vignette de Parakramabahu, la série des Grands | Vignette de Parakramabahu, la série des Grands |
| Image                                          | Image                                          | Valeur                                         | Dimensions                                     | Couleur                                        | Face                                           | Revers                                         | Date d'impression                              | Date d'émission                                | Filigrane                                      |
| ---------------------------------------------- | ---------------------------------------------- | ---------------------------------------------- | ---------------------------------------------- | ---------------------------------------------- | ---------------------------------------------- | ---------------------------------------------- | ---------------------------------------------- | ---------------------------------------------- | ---------------------------------------------- |
|                                                |                                                | 2 roupies                                      |                                                |                                                | Vignette de Parakramabahu                      |                                                |                                                | 1965                                           |                                                |
|                                                |                                                | 5 Roupies                                      |                                                | Rouge                                          | Vignette de Parakramabahu                      |                                                | 27 août 1974                                   | 1965                                           |                                                |
|                                                |                                                | 10 roupies                                     |                                                | Vert                                           | Vignette de Parakramabahu                      |                                                | 7 juin 1971                                    | 1965                                           |                                                |
|                                                |                                                | 50 roupies                                     |                                                |                                                | Vignette de Parakramabahu                      |                                                |                                                | 1965                                           |                                                |
|                                                |                                                | 100 roupies                                    |                                                |                                                | Vignette de Parakramabahu                      |                                                |                                                | 1965                                           |                                                |

| Série des armoiries du Sri Lanka | Série des armoiries du Sri Lanka | Série des armoiries du Sri Lanka | Série des armoiries du Sri Lanka | Série des armoiries du Sri Lanka | Série des armoiries du Sri Lanka | Série des armoiries du Sri Lanka | Série des armoiries du Sri Lanka | Série des armoiries du Sri Lanka | Série des armoiries du Sri Lanka |
| Image                            | Image                            | Valeur                           | Dimensions                       | Couleur                          | Face                             | Revers                           | Date d'impression                | Date d'émission                  | Filigrane                        |
| -------------------------------- | -------------------------------- | -------------------------------- | -------------------------------- | -------------------------------- | -------------------------------- | -------------------------------- | -------------------------------- | -------------------------------- | -------------------------------- |
|                                  |                                  | 50 roupies                       |                                  | Violet clair                     | armoiries                        | colline en terrasses             | 26 août 1977                     | 1975                             |                                  |
|                                  |                                  | 100 roupies                      |                                  | Violet clair, gris               | armoiries                        |                                  | 1977                             | 1975                             |                                  |

| Série faune et flore | Série faune et flore | Série faune et flore | Série faune et flore | Série faune et flore | Série faune et flore | Série faune et flore | Série faune et flore | Série faune et flore | Série faune et flore |
| Image                | Image                | Valeur               | Dimensions           | Couleur              | Face                 | Revers               | Date d'impression    | Date d'émission      | Filigrane            |
| -------------------- | -------------------- | -------------------- | -------------------- | -------------------- | -------------------- | -------------------- | -------------------- | -------------------- | -------------------- |
|                      |                      | 2 roupies            |                      | Rouge                |                      |                      | 26 mars 1979         | 1979                 |                      |
|                      |                      | 10 roupies           |                      | Feu vert             |                      |                      | 26 mars 1979         | 1979                 |                      |
|                      |                      | 20 roupies           |                      | Cendre, Bleu ciel    |                      |                      | 26 mars 1979         | 1979                 |                      |
|                      |                      | 50 roupies           |                      | Bleu ciel            |                      |                      | 26 mars 1979         | 1979                 |                      |
|                      |                      | 100 roupies          |                      | Jaune                |                      |                      | 26 mars 1979         | 1979                 |                      |

| Série Thème historique et archéologique | Série Thème historique et archéologique | Série Thème historique et archéologique | Série Thème historique et archéologique | Série Thème historique et archéologique | Série Thème historique et archéologique | Série Thème historique et archéologique | Série Thème historique et archéologique | Série Thème historique et archéologique | Série Thème historique et archéologique |
| Image                                   | Image                                   | Valeur                                  | Dimensions                              | Couleur                                 | Face                                    | Revers                                  | Date d'impression                       | Date d'émission                         | Filigrane                               |
| --------------------------------------- | --------------------------------------- | --------------------------------------- | --------------------------------------- | --------------------------------------- | --------------------------------------- | --------------------------------------- | --------------------------------------- | --------------------------------------- | --------------------------------------- |
|                                         |                                         | 5 roupies                               |                                         | Rouge                                   |                                         |                                         | 1er janvier 1982                        | 1981                                    |                                         |
|                                         |                                         | 10 roupies                              |                                         | Vert                                    | Temple de la relique de la Dent Sacrée  |                                         | 5 avril 1990                            | 1981                                    |                                         |
|                                         |                                         | 20 roupies                              |                                         | Mauve                                   | Pierre de lune                          |                                         | 5 avril 1990                            | 1981                                    |                                         |
|                                         |                                         | 50 roupies                              |                                         | Bleu                                    |                                         |                                         | 1er janvier 1982                        | 1981                                    |                                         |
|                                         |                                         | 500 roupies                             |                                         | Marron clair                            |                                         |                                         | 1er janvier 1981                        | 1981                                    |                                         |
|                                         |                                         | 1 000 roupies                           |                                         | Vert clair                              | Dam                                     | Paon, Montagnes                         | 1er janvier 1981                        | 1981                                    |                                         |

| Série Historique et Développement | Série Historique et Développement | Série Historique et Développement | Série Historique et Développement | Série Historique et Développement | Série Historique et Développement | Série Historique et Développement | Série Historique et Développement | Série Historique et Développement | Série Historique et Développement |
| Image                             | Image                             | Valeur                            | Dimensions                        | Couleur                           | Face                              | Revers                            | Date d'impression                 | Date d'émission                   | Filigrane                         |
| --------------------------------- | --------------------------------- | --------------------------------- | --------------------------------- | --------------------------------- | --------------------------------- | --------------------------------- | --------------------------------- | --------------------------------- | --------------------------------- |
|                                   |                                   | 500 roupies                       |                                   | Marron clair                      |                                   |                                   |                                   | 1987                              |                                   |
|                                   |                                   | 1 000 roupies                     |                                   | Vert                              |                                   |                                   |                                   | 1987                              |                                   |

### Billets commémoratifs
| Billets commémoratifs du Sri Lanka | Billets commémoratifs du Sri Lanka | Billets commémoratifs du Sri Lanka | Billets commémoratifs du Sri Lanka                               | Billets commémoratifs du Sri Lanka | Billets commémoratifs du Sri Lanka | Billets commémoratifs du Sri Lanka | Billets commémoratifs du Sri Lanka | Billets commémoratifs du Sri Lanka | Billets commémoratifs du Sri Lanka |
| Face                               | Revers                             | Valeur                             | Description                                                      | Couleur                            | Dimensions                         | Date d'impression                  | Date d'émission                    | Matière                            | Année                              |
| ---------------------------------- | ---------------------------------- | ---------------------------------- | ---------------------------------------------------------------- | ---------------------------------- | ---------------------------------- | ---------------------------------- | ---------------------------------- | ---------------------------------- | ---------------------------------- |
|                                    |                                    | 200 roupies                        | 50e anniversaire de la reconquête de l'indépendance du Sri Lanka | Bleu                               | 146,5 × 73,0 mm                    |                                    |                                    | polymère                           | 1998                               |
|                                    |                                    | 1 000 roupies                      | L'avènement de la paix et la prospérité au Sri Lanka             | Bleu                               | 157 × 78,5 mm                      | 20 mai 2009                        | 17 novembre 2009                   | papier                             | 2009                               |